# Diewaldgupf
Diewaldgupf (2125 m n. m.) je hora v Rottenmannských Taurách na území rakouské spolkové země Štýrsko. Nachází se v hřebeni vybíhajícím od hory Grosser Bösenstein (2448 m) směrem na severozápad. Na jihovýchodě sousedí s vrcholem Moserspitz (2230 m), který je oddělen sedlem Steinkarscharte (2039 m), a na severozápadě s vrcholem Seegupf (2011 m), který je oddělen sedlem Einödscharte (1945 m). Pod severními svahy hory se nachází dolina Einödkar a na jižním úbočí žlab Diewaldgraben.

## Přístup
- po značené turistické cestě č. 944 od chaty Rottenmanner Hütte
- po značené turistické cestě č. 944 po hlavním hřebeni